# Il bisogno di te (ricatto d'onor)
Il bisogno di te (ricatto d'onor) è un singolo del cantautore italiano Daniele Silvestri, il secondo singolo estratto dall'EP Che nemmeno Mennea e pubblicato il 13 febbraio 2013.

## Descrizione
Composto da Silvestri, il brano è stato presentato al Festival di Sanremo 2013, venendo subito eliminato. Il cantautore ha definito questo pezzo «un vero e proprio scioglilingua». Il testo è ispirato alla controversa amicizia fra Silvio Berlusconi e Cesare Previti.

## Video musicale
Il videoclip diretto dal regista Riccardo Grandi, è uscito dopo la partecipazione al festival ed è stato presentato sulla piattaforma Vevo.

## Classifiche
| Classifica (2013) | Posizione |
| ----------------- | --------- |
| Italia            | 99        |